# Isopyrum manshuricum
Isopyrum manshuricum är en ranunkelväxtart som först beskrevs av Komarov, och fick sitt nu gällande namn av Komarov, Wen Tsai Wang och Hsiao. Isopyrum manshuricum ingår i släktet vitsippsrutor, och familjen ranunkelväxter. Inga underarter finns listade i Catalogue of Life.